# اکپینار، کیرشهیر
اکپینار، کیرشهیر (به لاتین: Akpınar, Kırşehir) یک منطقهٔ مسکونی در ترکیه است که در کیرشهر واقع شده‌است.

## خصوصیات
اکپینار ۱٬۱۶۷ متر بالاتر از سطح دریا واقع شده‌است.